# 哈丹巴特尔·马克思尔扎布
哈丹巴特尔·马克思尔扎布（1877年—1927年9月），蒙古族，外蒙古赛音诺颜部中末旗（今蒙古国布尔干省呼塔格温都尔县）人，外蒙古独立运动领袖、政治家、军事家。他率领蒙古骑兵与白俄军队、中国军队作战而且屡战屡胜。1921年，北洋政府派徐树铮占领外蒙古，马克思尔扎布被投入监狱；但不久后俄国人罗曼·冯·恩琴攻入外蒙古，他被救出，短暂地成为了代理蒙古总理，后转任军务大臣。1924年，马克思尔扎布获得了“阿尔丁·哈丹巴特尔”（Ардын Хатанбаатар，即“人民坚毅的英雄”）的称号。

## 生平

### 清末
清光绪三年（1877年），马克思尔扎布出生于外蒙古赛音诺颜部中末旗（今蒙古国布尔干省呼塔格温都尔县），其家族为该旗一个世袭的贵族。他11岁时开始学习读写，16岁时在该旗札萨克（旗长）的主持下同本部族的女子策本齐米德（Tsevegmid）结婚，得到札萨克的一些赏赐的财产。25岁时马克思尔扎布成为札萨克之子的手下，拥有了一个畜群和骆驼商队。父亲桑达多尔济（Sandagdorj）死后，马克思尔扎布继承了父亲的头衔。根据乔巴山为马克思尔扎布写的传记，马克思尔扎布转为专心放牧，偶尔也为札萨克做事。到30岁时，马克思尔扎布有过十个孩子，其中五个存活了下来。

### 外蒙古独立时期
1911年，马克思尔扎布被派往科布多城，担任科布多参赞大臣溥𨬔的副手。不久后外蒙古宣布独立，第八世哲布尊丹巴呼图克图在库伦（今乌兰巴托）登基成为博克多汗，马克思尔扎布要求科布多参赞大臣主动离境，但遭到拒绝。马克思尔扎布返回库伦，向博克多汗报告了此事。1912年5月，马克思尔扎布、达木丁苏隆率外蒙古军围困科布多城。8月20日夜，丹毕坚赞、马克思尔扎布、达木丁苏隆、海山，率领2500名蒙古士兵，攻占了科布多城。此战之后，马克思尔扎布被授予了“哈丹巴特尔”（意为坚毅的英雄）称号，达木丁苏隆则被授予“芒来巴特尔”（意为前线的英雄）的称号。
1913年春，马克思尔扎布被派往内蒙古锡林郭勒盟一带，防御中国军队。在度过冬季以后，马克思尔扎布于1914年攻打呼和浩特一带。不久第一次世界大戰爆发，失去俄国援助的外蒙古军队只得撤军。回军之后，荣获外蒙古政府颁发的“Shar Joloo”勋章。次年被派去讨伐不断骚扰外蒙古东部的巴布扎布，随后又被派往西部边境一带。1918年，马克思尔扎布得到了属于自己的封地——也就是他所出生的赛音诺颜部左翼中旗。

### 外蒙古自治时期
1919年，徐树铮奉北洋政府之命，出兵占领了外蒙古。北洋政府怀疑马克思尔扎布和达木丁苏隆同外蒙古共产主义领袖苏赫-巴托尔有秘密来往，因此将二人投入监狱进行拷问。达木丁苏隆死于狱中，但1921年2月，俄国人罗曼·冯·恩琴率俄国白军驱逐了北洋政府军，释放了马克思尔扎布。博克多汗被释放并重新登基，马克思尔扎布于1921年2月15日至3月13日代理总理大臣，后来担任军务大臣。马克思尔扎布协助恩琴男爵在外蒙古招募新兵以对抗北洋政府，驱逐北洋政府在外蒙古其他地方的势力。
5月，马克思尔扎布按照恩琴的要求，调动军队前往乌里雅苏台和西部诸盟以防御苏联红军。但事实上马克思尔扎布却联合了苏联红军和蒙古人民党以驱逐恩琴的白俄军队。1921年7月，他率部协助了苏联红军和蒙古人民党的行动。7月22日，白俄军队在乌里雅苏台战败，恩琴逃跑，不久被苏联红军逮捕处决。

### 共产主义革命时期
1922年中期，马克思尔扎布继续进攻白俄在科布多的势力。他被任命为西部边境参赞大臣（西部边境指科布多地区），1922年12月，成为军务大臣。他也是早期拒绝接受传统封建等级称号的一人。1924年，一些白俄的残余势力要求得到马克思尔扎布的帮助，但却被他逮捕。1924年，蒙古人民党建立蒙古人民共和国，马克思尔扎布加入了蒙古人民党，获得了“阿尔丁·哈丹巴特尔”（Ардын Хатанбаатар，即“人民坚毅的英雄”）的称号。晚年他被派往莫斯科。1925年，他被选为蒙古人民党的中央候补委员。
1926年，马克思尔扎布得了重病，并于1927年9月3日逝世。葬于布尔干。